# Ha Joo-hee
Ha Joo-hee (18 de septiembre de 1982) es una actriz y modelo surcoreana.

## Filmografía

### Cine
| Año  | Título           | Título original      | Papel          |
| ---- | ---------------- | -------------------- | -------------- |
| 2003 | First Love Rally | 첫사랑 사수 궐기대회 | Ji-won         |
| 2005 | Red Eye          | 레드아이             | Cameo          |
| 2015 | Love Clinic      | 연애의 맛            | Maeng In-young |